# Karl Maria Kertbeny

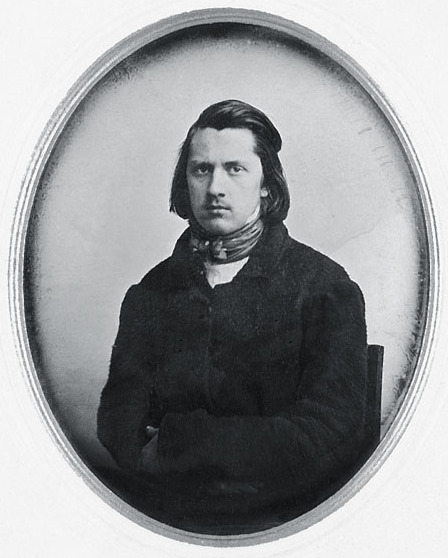
Kertbeny als jonge man

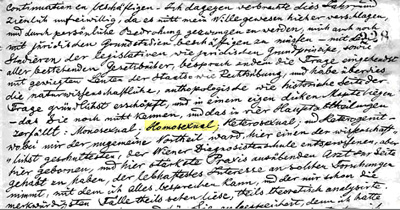
Het woord 'homosexual' werd (voor zover bekend) voor het eerst gehanteerd in het concept van een brief van Kertbeny uit het jaar 1868

Karl Maria Kertbeny of Károly Mária Kertbeny (geboren als Karl Maria Benkert) (Wenen, 28 februari 1824 – Boedapest, 23 januari 1882) was een Hongaars-Oostenrijkse schrijver, journalist en vertaler. Hij is tegenwoordig nog bekend omdat hij de woorden homoseksualiteit en heteroseksualiteit heeft bedacht en deze in het jaar 1869 in twee brochures heeft gepubliceerd.

## Loopbaan
Zijn vader, die geboren was uit een huwelijk van een Beierse vader en een Hongaarse moeder, verhuisde met zijn gezin naar Pest, het oostelijke deel van wat nu Boedapest heet, in 1827. Karl Maria groeide tweetalig op met zijn vader, die zich na een loopbaan als handelaar in koraal en hotelhouder aan de literatuur wijdde, zijn moeder, die bloemenschilderes was en zijn broer, die kunstschilder werd. Karl Maria werd opgeleid als boekhandelaar. 
Hij leerde verschillende belangrijke Hongaarse nationalisten kennen, zoals Sándor Petöfi, István Széchenyi en László Teleki. Vanaf 1845 gebruikte hij uitsluitend nog de achternaam Kertbeny. Na verschillende omzwervingen - zo woonde hij een half jaar in Weimar bij zijn landgenoot Franz Liszt - begon hij serieus deel te nemen aan het literaire leven van zijn tijd. Hij vertaalde verschillende werken van Hongaarse dichters en schrijvers in het Duits, onder meer János Arany, Mór Jókai, Mihály Vörösmarty en Petöfi. Hij kende Hans Christian Andersen, de gebroeders Grimm, Heinrich Heine, Karl Marx, Alfred de Musset en George Sand en haalde zijn herinneringen aan hen op in verschillende bundelingen van zijn werk.
Kertbeny leidde een zeer rusteloos leven en woonde vaak langere tijd in het buitenland. In zijn levensonderhoud voorzag hij niet alleen met de pen, maar ook werkte hij bij een Hongaarse wijnhandel en bij de Rijnlandse likeurfabriek Underberg. Van 1868-1874 woonde hij hoofdzakelijk in Berlijn en in 1875 verleende de Hongaarse regering hem vanwege zijn slechte gezondheid een pensioen, waardoor hij toch nog een rustige levensavond kon genieten. Hij kreeg een appartement in het Boedapester Rudas-bad, omdat hij van zijn dokter regelmatig geneeskrachtige baden moest nemen.

## Homoseksualiteit
Hoe Kertbeny ertoe kwam om over homoseksualiteit te gaan schrijven is niet bekend. Dat hijzelf homoseksueel was blijkt ondubbelzinnig uit zijn geheime dagboeken uit 1864-1881, die nog maar kort geleden ontcijferd werden door de Hongaarse sociologe Judit Takács (2004). Zeker is dat Kertbeny omstreeks 1864 met Karl Heinrich Ulrichs in correspondentie is geraakt. 
Ulrichs was de eerste die, eveneens in 1864, openlijk in geschrifte voor zijn homoseksualiteit uitkwam. Hij noemde zijn bijzondere eigenschap Uranismus, 'uranisme', en dat was het woord dat tot ongeveer 1910 vrij algemeen voor seks tussen mensen van hetzelfde geslacht gebruikt werd. Aanvankelijk waren Kertbeny en Ulrichs medestanders, maar later in de jaren zestig verwijderden ze zich van elkaar. Ulrichs ging het erom zijn theorie vast te leggen waarmee homoseksualiteit verklaard kon worden, in het Latijn kort gezegd anima muliebris virili corpore inclusa, letterlijk 'een vrouwelijke geest in een mannelijk lichaam besloten'. 
Kertbeny ging het meer om de rechtsongelijkheid. Hij publiceerde in 1869 twee anonieme brochures waarin hij ertegen pleitte om een anti-homoseksuele paragraaf in het strafwetboek van de Noord-Duitse Bond op te nemen. Hij afficheerde zich daarbij nadrukkelijk als 'Normalsexualer'. Zijn pleidooi had echter geen effect: in mei 1870 werd de nieuwe paragraaf 175 door het parlement van de Noord-Duitse Bond geaccepteerd. 
In deze brochures onderscheidde Kertbeny vier 'natuurlijke seksuele driften en antropologische categorieën'. Er zouden 'homosexuale' en 'heterosexuale' mensen bestaan, naast 'monosexuale' (onanisten) en 'amphisexuale' (biseksuelen). Deze terminologie vond aanvankelijk weinig navolging. De eerste auteur die het woord 'Homosexualismus' gebruikte was de Hongaarse broodschrijver Daniel von Kászony (1813-1886) in zijn boek Scandal-Geschichten europäischer Höfe (1871). 
In de Nederlandse vertaling, Europeesche Hof-Schandalen (1872), worden de termen 'homo sexualisme', 'homosexualiteit' en 'homosexueele verkeering' gehanteerd - voor het eerst in het Nederlands taalgebied. Pas later vond het woord een groter publiek dankzij boeken van enkele contemporaine geleerden. De natuurwetenschapper Gustav Jaeger gebruikte het woord in de tweede druk van zijn boek Die Entdeckung der Seele (1880), de psychiater Richard von Krafft-Ebing vanaf de tweede druk van zijn epochemachende werk Psychopathia sexualis (1887) en de medicus Albert Moll in zijn Conträre Sexualempfindung (1891). In de twintig jaar daarna haalde het woord 'Homosexualität' de andere aanduidingen 'Uranismus' en 'konträre Sexualempfindung' geleidelijk in, tot het in het interbellum duidelijk het enige in vele talen algemene woord voor seks tussen personen van hetzelfde geslacht werd. 
In het kader van de opleving van de wetenschappelijke belangstelling voor de geschiedenis van de homoseksualiteit in de jaren tachtig en negentig van de twintigste eeuw ontstond interesse voor de 'man achter het woord'. De Berlijnse historicus Manfred Herzer (* 1949) wist door langdurig archiefonderzoek de vergeten auteur weer gestalte te geven.
- Biblioteca Nacional de España: XX4730192
- Bibliothèque nationale de France: cb12964767d (data)
- Gemeinsame Normdatei: 119127431
- International Standard Name Identifier: 0000 0001 2130 4810
- Library of Congress Control Number: n83142225
- Nationale Bibliotheek van Tsjechië: jx20090708002
- Nationale Bibliotheek van Israël: 987007263724005171
- Nationale Bibliotheek van Polen: a0000002431710
- Nederlandse Thesaurus van Auteursnamen: 070750416
- Système universitaire de documentation: 084121246
- Virtual International Authority File: 44430649
- WorldCat: E39PBJwtpHwJkX3PRqMygbP84q